# Michael Chack
Pour les articles homonymes, voir Chack.
Michael Chack, né le 25 août 1971 à Toms River dans le New Jersey, est un patineur artistique américain, médaillé de bronze aux championnats américains de 1993.

## Biographie

### Carrière sportive
Michael Chack s'entraîne avec Peter Burrows pendant 14 ans puis avec Frank Carroll pendant cinq ans. Il est médaillé de bronze aux championnats américains de 1993, derrière ses compatriotes Scott Davis et Mark Mitchell. Cette médaille ayant été ignorée par le diffuseur télévisuel, son nom de famille est devenu, en langue anglaise, une partie du vocabulaire familier du patinage artistique ; "chack" signifiant omettre une bonne performance d'une émission télévisée.
Il représente son pays à plusieurs compétitions internationales comme le Skate America, le Skate Canada ou le Trophée de France. Il n'a jamais participé ni aux championnats du monde ni aux Jeux olympiques d'hiver.
Il arrête les compétitions sportives après les championnats nationaux de 1999.

### Reconversion
Michael Chack participe aux spectacles Holiday on Ice.

## Palmarès
| Compétitions principales    | 1991    | 1992    | 1993    | 1994    | 1995    | 1996    | 1997    | 1998    | 1999    |  |  |  |  |  |
| Jeux olympiques d'hiver     |         |         |         |         |         |         |         |         |         |  |  |  |  |  |
| Championnats du monde       |         |         |         |         |         |         |         |         |         |  |  |  |  |  |
| Championnats des États-Unis | 5e      | 7e      | 3e      | F       | 10e     | F       | 7e      | 9e      | 8e      |  |  |  |  |  |
|                             |         |         |         |         |         |         |         |         |         |  |  |  |  |  |
| Autres Compétitions         | 1990/91 | 1991/92 | 1992/93 | 1993/94 | 1994/95 | 1995/96 | 1996/97 | 1997/98 | 1998/99 |  |  |  |  |  |
| Skate America               |         | 4e      |         | 7e      |         |         |         | 9e      |         |  |  |  |  |  |
| Skate Canada                |         |         |         |         | 5e      |         |         |         |         |  |  |  |  |  |
| Trophée de France           |         |         |         |         | 3e      |         |         |         |         |  |  |  |  |  |
| Légende : F = Forfait       |         |         |         |         |         |         |         |         |         |  |  |  |  |  |